# Адам Хілдрет
Адам Хілдрет (народився 25 березня 1985 року в Лідсі, Західний Йоркшир, Велика Британія) — британський підприємець. Хілдрет став співзасновником фірми обробки даних Dubit Limited, коли йому було 14 років Хілдрет також є засновником і генеральним директором Crisp, компанії, яка керує створеним користувачами контентом від імені інших компаній.
Відповідно до «Списку багатіїв Sunday Times 2014», Хілдрет коштував 24 фунти млн станом на 2014 рік. У дослідженні британських мільйонерів майбутнього 2003 року передбачалося, що Хілдрет коштуватиме 40 фунтів стерлінгів мільйонів до 2020 року. Хілдрет був нагороджений Йоркширською премією Young Achievers Award.